# Virginia Slims of Dallas 1987
Virginia Slims of Dallas 1987 — жіночий тенісний турнір, що проходив на закритих кортах з килимовим покриттям Moody Coliseum у Далласі (США). Належав до турнірів 4-ї категорії в рамках Туру WTA 1987. Відбувсь усімнадцяте і тривав з 16 березня до 22 березня 1987 року. Перша сіяна Кріс Еверт-Ллойд здобула титул в одиночному розряді.

## Фінальна частина

### Одиночний розряд
Кріс Еверт-Ллойд —  Пем Шрайвер 6–1, 6–3
- Для Еверт-Ллойд це був 1-й титул в одиночному розряді за сезон і 149-й — за кар'єру.

### Парний розряд
Мері-Лу П'ятек /  Енн Вайт —  Еліз Берджін /  Робін Вайт 7–5, 6–3